# TT Premier Football League
La Trinidad & Tobago Professional Football League o Liga de Fútbol Profesional de Trinidad y Tobago es la liga principal del fútbol de Trinidad y Tobago, también llamada TT Premier Football League. La liga empezó como semi-profesional en el año de 1996, tres años más tarde en 1999 la liga toma su categoría de profesional, categoría que conserva hasta 2022. En ella participaron 10 equipos, y se juegan de abril a diciembre.
El equipo campeón y subcampeón clasifican a la Copa Caribeña de Clubes Concacaf y el 3 lugar al CFU Club Shield.

## Historia
La fecha de creación de la primera liga de fútbol en Trinidad y Tobago se remonta al año de 1908, con el nombre de Port of Spain Football League (Liga de Fútbol de Puerto España). En ella participaron 6 equipos: Clydesdale, Casuals, Local Forces,
Shamrock FC, Queen's Royal College y St. Mary's FC.
Al final del torneo el Clydesdale y el Casuals terminarían empatados con 17 puntos en la punta de la tabla, fue así, que para definir el campeón se tuvo que jugar una segunda ronda de eliminatorias, resultando como campeón el Clydesdale, pero el Casuals tomaría venganza proclamándose campeón 1 año después.
En el año de 1974 la antigua Liga de Puerto España es reemplazada por la National League en busca de una expansión del fútbol por todo el país. Se jugaría hasta 1995 cuando se inicia el proyecto de la PRO-League en aquel entonces como liga semi-profesional.
Hasta el 2022 se anunció que la TT Pro League se fusionaría con la TT Super League para formar una nueva primera liga llamada TTFA Elite League, con lo cual la Pro League desaparecería.

## Equipos participantes temporada 2019-20

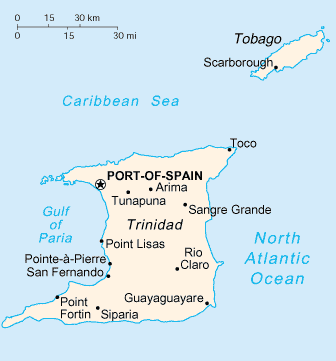
Trinidad y Tobago.

TT Pro League 2019-20
| Club                     | Ciudad        | Estadio                        | Capacidad |
| ------------------------ | ------------- | ------------------------------ | --------- |
| Morvant Caledonia United | Puerto España | Hasely Crawford Stadium        | 27.000    |
| Central FC               | Couva         | Ato Boldon Stadium             | 10.000    |
| Club Sando               | Couva         | Ato Boldon Stadium             | 10.000    |
| Cunupia FC               | Cunupia       | Estadio Larry Gomes            | 10.000    |
| Defence Force FC         | Puerto España | Hasely Crawford Stadium        | 27.000    |
| La Horquetta Rangers     | Puerto España | Hasely Crawford Stadium        | 27.000    |
| North East Stars         | Sangre Grande | Sangre Grande Regional Complex | 7.000     |
| Point Fortin Civic FC    | Point Fortin  | Mahaica Oval Pavilion          | 2.500     |
| Police FC                | Marabella     | Manny Ramjohn Stadium          | 10.000    |
| San Juan Jabloteh        | Puerto España | Hasely Crawford Stadium        | 27.000    |
| W Connection             | Marabella     | Manny Ramjohn Stadium          | 10.000    |

## Palmarés

### Liga de Puerto España
| Temporada | Campeón                   |
| --------- | ------------------------- |
| 1908      | Clydesdale                |
| 1909      | Casuals                   |
| 1910      | Shamrock FC               |
| 1911      | Shamrock FC               |
| 1912      | Casuals                   |
| 1913      | Casuals                   |
| 1914      | Casuals                   |
| 1915      | Clydesdale                |
| 1916      | No disputado              |
| 1917      | No disputado              |
| 1918      | No disputado              |
| 1919      | Queen's Park Cricket Club |
| 1920      | Royal Sussex FC           |
| 1921      | Casuals                   |
| 1922      | Shamrock FC               |
| 1923      | Shamrock FC               |
| 1924      | Shamrock FC               |
| 1925      | Shamrock FC               |
| 1926      | Sporting Club             |
| 1927      | Maple Club                |
| 1928      | Maple Club                |
| 1929      | Casuals                   |
| 1930      | Everton FC                |
| 1931      | Everton FC                |
| 1932      | Everton FC                |
| 1933      | Queen's Royal College FC  |
| 1934      | Casuals                   |
| 1935      | Casuals                   |
| 1936      | Sporting Club             |
| 1937      | Sporting Club             |
| 1938      | Casuals                   |
| 1939      | Notre Dame FC             |
| 1940      | Casuals                   |
| 1941      | Casuals                   |
| 1942      | Colts FC                  |
| 1943      | Fleet Air Arm FC          |
| 1944      | Shamrock FC               |
| 1945      | Colts FC                  |
| 1946      | Notre Dame FC             |
| 1947      | Colts FC                  |
| 1948      | Malvern United            |
| 1949      | Malvern United            |
| 1950      | Maple Club                |
| 1951      | Maple Club                |
| 1952      | Maple Club                |
| 1953      | Maple Club                |
| 1954      | Sporting Club             |
| 1955      | Sporting Club             |
| 1956      | Notre Dame FC             |
| 1957      | Colts FC                  |
| 1958      | Shamrock FC               |
| 1959      | Shamrock FC               |
| 1960      | Maple Club                |
| 1961      | Maple Club                |
| 1962      | Maple Club                |
| 1963      | Maple Club                |
| 1964      | Paragon FC                |
| 1965      | Regiment FC               |
| 1966      | Regiment FC               |
| 1967      | Maple Club                |
| 1968      | Maple Club                |
| 1969      | Maple Club                |
| 1970      | Regiment FC               |
| 1971      | No finalizado             |
| 1972      | Defence Force FC          |
| 1973      | Defence Force FC          |

### Liga Nacional
| Temporada | Campeón             |
| --------- | ------------------- |
| 1974      | Defence Force FC    |
| 1975      | Defence Force FC    |
| 1976      | Defence Force FC    |
| 1977      | Defence Force FC    |
| 1978      | Defence Force FC    |
| 1979      | Police FC           |
| 1980      | Defence Force FC    |
| 1981      | Defence Force FC    |
| 1982      | ASL Sports          |
| 1983      | ASL Sports          |
| 1984      | Defence Force FC    |
| 1985      | Defence Force FC    |
| 1986      | United Petrotrin FC |
| 1987      | Defence Force FC    |
| 1988      | United Petrotrin FC |
| 1989      | Defence Force FC    |
| 1990      | Defence Force FC    |
| 1991      | Police FC           |
| 1992      | Defence Force FC    |
| 1993      | Defence Force FC    |
| 1994      | Police FC           |
| 1995      | Defence Force FC    |
| 1996      | Defence Force FC *  |
| 1997      | Defence Force FC *  |
| 1998      | Joe Public FC *     |

* Los últimos tres torneos fueron de carácter semiprofesional.

### TT Pro League
| Temporada | Campeón              | Subcampeón              | Máximo goleador           | Club                               | Goles        |
| --------- | -------------------- | ----------------------- | ------------------------- | ---------------------------------- | ------------ |
| 1999      | Defence Force FC     | Joe Public FC           | Arnold Dwarika            | Joe Public FC                      | 45           |
| 2000      | W Connection FC      | Defence Force FC        | Jason Scotland            | Defence Force FC                   | 22           |
| 2001      | W Connection FC      | Joe Public FC           | Earl Jean                 | W Connection FC                    | 14           |
| 2002      | San Juan Jabloteh FC | W Connection FC         | Sean Julien               | South Starworld Strikers           | 16           |
| 2003      | San Juan Jabloteh FC | W Connection FC         | Randolph Jerome           | North East Stars FC                | 28           |
| 2004      | North East Stars FC  | W Connection FC         | Jerren Nixon              | North East Stars FC                | 37           |
| 2005      | W Connection FC      | San Juan Jabloteh FC    | Gefferson Earl Jean       | W Connection FC                    | 14           |
| 2006      | Joe Public FC        | W Connection FC         | Roen Nelson Anthony Wolfe | Joe Public FC San Juan Jabloteh FC | 16           |
| 2007      | San Juan Jabloteh FC | Joe Public FC           | Peter Byers               | San Juan Jabloteh FC               | 15           |
| 2008      | San Juan Jabloteh FC | W Connection FC         | Devorn Jorsling           | Defence Force FC                   | 21           |
| 2009      | Joe Public FC        | San Juan Jabloteh FC    | Kerry Baptiste            | Joe Public FC                      | 35           |
| 2010–11   | Defence Force FC     | Caledonia AIA FC        | Devorn Jorsling           | Defence Force FC                   | 15           |
| 2011–12   | W Connection FC      | T&TEC SC                | Richard Roy               | Defence Force FC                   | 15           |
| 2012–13   | Defence Force FC     | Caledonia AIA FC        | Devorn Jorsling           | Defence Force FC                   | 21           |
| 2013–14   | W Connection FC      | Central FC              | Marcus Joseph             | Point Fortin Civic                 | 15           |
| 2014–15   | Central FC           | W Connection FC         | Marcus Joseph             | Point Fortin Civic                 | 16           |
| 2015–16   | Central FC           | San Juan Jabloteh FC    | Makesi Lewis              | Police FC                          | 21           |
| 2016–17   | Central FC           | W Connection FC         | Akeem Roach               | Club Sando                         | 12           |
| 2017      | North East Stars FC  | W Connection FC         | Neil Benjamin             | W Connection FC                    | 12           |
| 2018      | W Connection FC      | Central FC              | Marcus Joseph             | W Connection FC                    | 18           |
| 2019–20   | Defence Force FC     | La Horquetta Rangers FC | Shaqkeem Joseph           | Club Sando                         | 11           |
| 2020–21   | No disputado         | No disputado            | No disputado              | No disputado                       | No disputado |
| 2021–22   | No disputado         | No disputado            | No disputado              | No disputado                       | No disputado |

### TT Premier Football League
| Temporada | Campeón          | Subcampeón       | Máximo goleador | Club       | Goles |
| --------- | ---------------- | ---------------- | --------------- | ---------- | ----- |
| 2023      | Defence Force FC | AC Port of Spain | Nathaniel James | Club Sando | 16    |
| 2023–24   | AC Port of Spain | Police FC        | Bandera de ?    |            |       |
| 2024–25   | Defence Force FC | Central FC       | Bandera de ?    |            |       |

## Títulos por club

### Era profesional
| Club                    | Campeón | Años campeón                                   | Subtítulos | Años subcampeón                                   |
| ----------------------- | ------- | ---------------------------------------------- | ---------- | ------------------------------------------------- |
| W Connection FC         | 6       | 2000, 2001, 2005, 2011-12, 2013-14, 2018       | 8          | 2002, 2003, 2004, 2006, 2008, 2015, 2016-17, 2017 |
| Defence Force FC        | 6       | 1999, 2010-11, 2012-13, 2019-20, 2023, 2024-25 | 1          | 2000                                              |
| San Juan Jabloteh FC    | 4       | 2002, 2003, 2007, 2008                         | 3          | 2005, 2009, 2016                                  |
| Central FC              | 3       | 2014-15, 2015-16, 2016-17                      | 3          | 2013-14, 2018, 2024-25                            |
| AC Port of Spain        | 3       | 2004, 2017, 2023-24                            | 1          | 2023                                              |
| Joe Public FC           | 2       | 2006, 2009                                     | 3          | 1999, 2001, 2007                                  |
| Caledonia AIA FC        | -       | -----                                          | 2          | 2010-11, 2012-13                                  |
| T&TEC SC                | -       | -----                                          | 1          | 2011-12                                           |
| La Horquetta Rangers FC | -       | -----                                          | 1          | 2019-20                                           |
| Police FC               | -       | -----                                          | 1          | 2023-24                                           |

### Total campeonatos
- Se incluyen títulos en "Liga de Puerto España", "Liga Nacional" "TT Pro League", y "TT Premier Football League.
| Club                                | Campeón | Años campeón |
| ----------------------------------- | ------- | --- |
| Defence Force FC                    | 24      | 1972, 1973, 1974, 1975, 1976, 1977, 1978, 1980, 1981, 1984, 1985, 1987, 1989, 1990, 1992, 1993, 1995, 1996, 1997, 1999, 2010-11, 2012-13, 2019-20, 2023 |
| Maple Club                          | 13      | 1927, 1928, 1950, 1951, 1952, 1953, 1960, 1961, 1962, 1963, 1967, 1968, 1969                                                                            |
| Casuals                             | 10      | 1909, 1912, 1913, 1921, 1929, 1934, 1935, 1938, 1940, 1941                                                                                              |
| Shamrock FC                         | 9       | 1910, 1911, 1922, 1923, 1924, 1925, 1944, 1958, 1959 |
| W Connection FC                     | 6       | 2000, 2001, 2005, 2011-12, 2013-14, 2018 |
| Sporting Club                       | 5       | 1926, 1936, 1937, 1954, 1955 |
| Colts FC                            | 4       | 1942, 1945, 1947, 1957 |
| San Juan Jabloteh FC                | 4       | 2002, 2003, 2007, 2008 |
| AC Port of Spain (North East Stars) | 3       | 2004, 2017, 2023–24 |
| Clydesdale                          | 3       | 1908, 1914, 1915 |
| Everton FC                          | 3       | 1930, 1931, 1932 |
| Notre Dame FC                       | 3       | 1939, 1946, 1956 |
| Regiment FC                         | 3       | 1965, 1966, 1970 |
| Police FC                           | 3       | 1979, 1991, 1994 |
| Joe Public FC                       | 3       | 1998, 2006, 2009 |
| Central FC                          | 3       | 2014-15, 2015-16, 2016-17 |
| ASL Sports Club                     | 2       | 1982, 1983 |
| Malvern United                      | 2       | 1948, 1949 |
| United Petrotrin FC                 | 2       | 1986, 1988 |
| North East Stars FC                 | 2       | 2004, 2017 |
| Fleet Air Arm FC                    | 1       | 1943 |
| Paragon FC                          | 1       | 1964 |
| Queen's Park Cricket Club           | 1       | 1919 |
| Queen's Royal College FC            | 1       | 1933 |
| Royal Sussex FC                     | 1       | 1920 |

## Tabla histórica
Actualizado el 23 de marzo de 2020.    Actualizado desde 1999 hasta la terminada temporada 2019-20.
| Pos. | Equipo                   | PJ  | Pts. | Títulos | Actualmente   |
| ---- | ------------------------ | --- | ---- | ------- | ------------- |
| 1    | W Connection             | 508 | 995  | 6       | TT Pro League |
| 2    | San Juan Jabloteh        | 488 | 841  | 4       | TT Pro League |
| 3    | Defence Force FC         | 499 | 788  | 4       | TT Pro League |
| 4    | Caledonia AIA            | 475 | 640  | 0       | TT Pro League |
| 5    | North East Stars         | 415 | 598  | 2       | TT Pro League |
| 6    | Joe Public FC            | 272 | 483  | 2       | Desaparecido  |
| 7    | Police FC                | 322 | 336  | 0       | TT Pro League |
| 8    | Central FC               | 168 | 285  | 3       | TT Pro League |
| 9    | St. Ann's Rangers FC     | 295 | 226  | 0       | Desaparecido  |
| 10   | United Petrotrin         | 186 | 197  | 0       | Desaparecido  |
| 11   | Point Fortin Civic FC    | 150 | 176  | 0       | TT Pro League |
| 12   | Club Sando Couva         | 99  | 139  | 0       | TT Pro League |
| 13   | South Starworld Strikers | 117 | 138  | 0       | Desaparecido  |
| 14   | Arima Fire FC            | 105 | 98   | 0       | Desaparecido  |
| 15   | Ma Pau SC                | 70  | 92   | 0       | Desaparecido  |
| 16   | Doc's Khelwalaas         | 69  | 77   | 0       | Desaparecido  |
| 17   | Tobago United FC         | 176 | 60   | 0       | Desaparecido  |
| 18   | T&TEC SC                 | 42  | 47   | 0       | Desaparecido  |
| 19   | La Horquetta Rangers     | 17  | 35   | 0       | TT Pro League |
| 20   | FC South End             | 38  | 22   | 0       | Desaparecido  |
| 21   | Futgof FC                | 28  | 18   | 0       | Desaparecido  |
| 22   | Cunupia FC               | 17  | 12   | 0       | TT Pro League |